# Jean Paquet
André Jean Paquet (* 12. Oktober 1964 in Jonquière) ist ein ehemaliger kanadischer Biathlet. Er nahm zwischen 1989 und 2005 an zehn der jährlichen internationalen Meisterschaften teil.
Jean Paquet ist Soldat und lebt in Loretteville. Er begann 1986 mit dem Biathlonsport und startete als Aktiver für Biathlon Courcelette. Seine ersten internationale Meisterschaften lief er im Rahmen der Biathlon-Weltmeisterschaften 1989 in Feistritz an der Drau, wo er 65. des Einzels und 70. des Sprints wurde. Zwei Jahre später kam er in Lahti auf Platz 26 im Sprint. Es war zugleich eines seiner besten internationalen Ergebnisse. Der frühe Höhepunkt in Paquets Karriere wurden die Olympischen Winterspiele 1992 von Albertville. Dort wurde er 77. des Einzels und an der Seite von Glenn Rupertus, Tony Fiala und Steve Cyr Zehnter im Staffelrennen. Es folgten die zwischenolympischen Weltmeisterschaften 1993 in Borowetz, bei denen der Kanadier 55. des Einzels, 77. des Sprints und mit der Staffel in der olympischen Besetzung des Vorjahres 17. wurde. Für die Olympischen Spiele 1994 in Lillehammer konnte sich Paquet nicht qualifizieren, lief aber 1995 wieder bei den Weltmeisterschaften in Antholz und wurde dort 32. des Einzels, 39. des Sprints und mit Kevin Quintilio, Steve Cyr und Tony Fiala 16. im Staffelrennen. 1996 kamen in Ruhpolding die Ergebnisse 49 im Einzel, 50 im Sprint und mit Fiala, Quintilio und Cyr 14 im Staffelrennen hinzu. Kurz vor der WM gewann er in Osrblie mit Rang 18 in einem Sprint das erste und einzige Mal in seiner Karriere Weltcuppunkte. Die zunächst letzten internationalen Meisterschaften wurden für Paquet die Biathlon-Weltmeisterschaften 1997 von Osrblie, bei denen der Kanadier 77. des Einzels, 83. des Sprints und mit Glenn Rupertus, Steve Cyr und Eric Jensen 21. des Staffelwettbewerbs wurde. Nach verpasster Qualifikation für die Olympischen Winterspiele 1998 beendete er zunächst seine Karriere.
2000 kehrte Paquet auf internationaler Ebene zurück zu den Wettkämpfen. In Kościelisko nahm er an den Biathlon-Europameisterschaften 2000 und damit an seinem ersten internationalen Großereignis nach seiner Pause teil. Im Sprint wurde er 29., 40. des Verfolgers und an der Seite von Robin Clegg, Harry Paul Klann und Carlos Settle 13. mit der Staffel. Am Holmenkollen in Oslo wurde er bei der Weltmeisterschaft kurz darauf 83. des Einzels, qualifizierte sich als 57. des Sprints knapp für das Verfolgungsrennen, das er als überrundeter Läufer nicht beenden konnte. 2001 nahm er in Haute-Maurienne erneut an den Europameisterschaften teil und kam auf die Ränge 40 im Einzel und 33 im Sprint, startete nicht im Verfolgungsrennen und beendete an der Seite von Ivan Phillion, Steve Cyr und Colin Bell das Staffelrennen nicht. Saisonabschluss wurde die Militär-Skiweltmeisterschaft 2001 in Jericho, wo er im Sprint 43. wurde. Die Teilnahme an den Olympischen Winterspielen 2002 verpasste Paquet abermals. 2003 startete er in Chanty-Mansijsk zum achten Mal bei Biathlon-Weltmeisterschaften, wo er 59. des Einzels und im Sprint überrundet wurde. Letzte internationale Meisterschaften seiner Karriere wurden die Biathlon-Weltmeisterschaften 2005 in Hochfilzen, bei denen der Kanadier 59. des Einzels und 53. des Sprints wurde. Im Verfolger trat er trotz Qualifikation nicht an. Mit den jungen Athleten Robin Clegg, Gerhardt Klann und David Leoni wurde er 15.
Zwischen 1997 und 2003 nahm Paquet an mehreren unterklassigen Rennen im Skilanglauf teil. Je einmal erreichte er in einem FIS-Rennen und einem Skilanglauf-Continental-Cup-Rennen als Drittplatzierter Podiumsplatzierungen. Bei der Militär-Skiweltmeisterschaft 2003 in Rovaniemi wurde er 41. über 15 Kilometer Freistil.
Nach seiner aktiven Karriere wurde Paquet Trainer und betreut unter anderem Claude Godbout. Er leitet das kanadische Trainingszentrum in Valcartier. Er ist Nationaltrainer Kanadas, steht dabei aber unter dem Cheftrainer Matthias Ahrens.

## Weltcupstatistik
Die Tabelle zeigt alle Platzierungen (je nach Austragungsjahr einschließlich Olympische Spiele und Weltmeisterschaften).
- 1.–3. Platz: Anzahl der Podiumsplatzierungen
- Top 10: Anzahl der Platzierungen unter den ersten zehn (einschließlich Podium)
- Punkteränge: Anzahl der Platzierungen innerhalb der Punkteränge (einschließlich Podium und Top 10)
- Starts: Anzahl gelaufener Rennen in der jeweiligen Disziplin

| Platzierung                                    | Einzel | Sprint | Verfolgung | Massenstart | Staffel | Gesamt |
| ---------------------------------------------- | ------ | ------ | ---------- | ----------- | ------- | ------ |
| 1. Platz                                       |        |        |            |             |         |        |
| 2. Platz                                       |        |        |            |             |         |        |
| 3. Platz                                       |        |        |            |             |         |        |
| Top 10                                         |        |        |            |             | 1       | 1      |
| Punkteränge                                    |        | 1      |            |             | 11      | 12     |
| Starts                                         | 32     | 44     | 1          |             | 11      | 88     |
| Stand: Karriereende, Daten wohl nicht komplett |        |        |            |             |         |        |